# IPCC報告書における中世温暖期と小氷期の記述

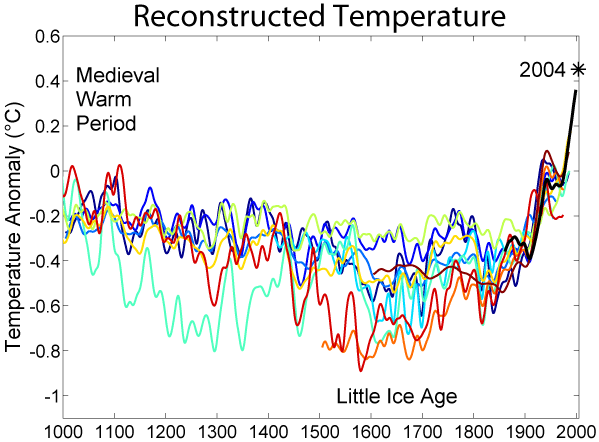
1998年から2005年の間に発表された論文から選定された気温再構築の一群

IPCC報告書における中世温暖期と小氷期の記述（IPCCほうこくしょにおけるちゅうせいおんだんきとしょうひょうきのきじゅつ、英語：Description of the Medieval Warm Period and Little Ice Age in IPCC reports、IPCC＝気候変動に関する政府間パネル）は、1990年の最初の報告書以降、過去1000年の温度記録の科学的理解が向上するにつれて変化してきた。中世の温暖期（MWP）と小氷期（LIA）は、2千年紀において最もよく知られた気温変動である。その後の報告書のホッケースティック曲線の批判者達は、どの報告書もその現象を議論はしているが、MWPとLIAに関する記録はIPCC第3次評価報告書において抑圧されたと主張している。しかし最新の報告では、地域によっては今よりも温暖であった可能性があるものの、地球全体での平均気温は今よりもずっと寒冷であったと見られている。

## 1990年報告書（FAR：IPCC第1次評価報告書）

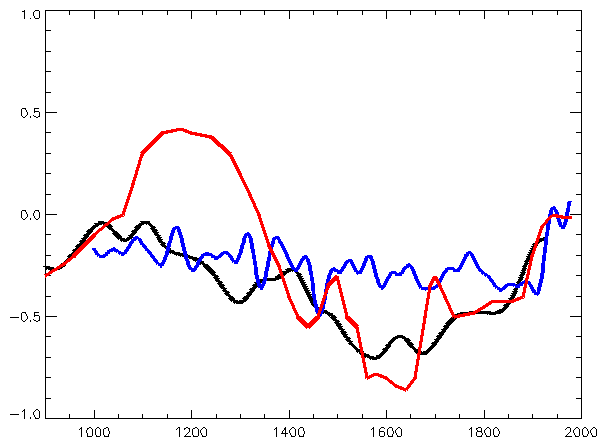
IPCC 1990の図7.1.c（赤）, Mann et al. 1999の結果のうちIPCC TAR 2001にも採用された40年平均（青）, Moberg et al. 2005の低周波シグナル（黒）

1980年代に地球温暖化に対する興味が高まり、過去の温度記録に新たな関心が寄せられ、昔は"現在"よりも温暖だったのか、それとも、寒冷だったのかという疑問が持ち上がった。しかし、このとき利用可能な記録はごく僅かでしかなかった。
1990年の報告書では過去1000年（計測器による時代を除く）の"観測された気候変動と変化"に関する7章の議論は1ページにも満たない。
7章の過去1000年間の温度の変動を表すために用いられた曲線は非定量的な模式図である。縦軸の温度の目盛りは"温度変化（℃）"と名付けられているが、数値ラベルは与えられていない。これはMWPとLIAの温度変化がそれぞれ1900年頃の温度から0.5℃程度のオーダーであったことを意味するものとして受け取ることができるかもしれない。そのセクションは最近の気候変動がおそらく2℃未満の範囲であったことを明確に述べる。1990年の報告書は示されたすべての変動が本当に地球規模だったかどうかは明らかでないことを注記している（p.202）。この図は明確な出典が示されていない。
この曲線は1992年の補足報告書以後のIPCC報告書には姿を見せなくなった。
1990年の報告書内では、LIAは地球規模の広がりがあると見なされたが、MWPはそうではない。この1000年間にわたる気候は、1990年の報告書の政策決定者向け要約（SPM）において非常に簡単に言及されている。MWPに関しては全く触れずに、LIAは「...おそらく1℃程度しか変動していない。いくつかの変動は数世紀にわたって続き、19世紀に終わったLIAを含め、地球規模の広がりがあったようだ」と記述された。MWPは、7章の要旨（executive summary）において「西暦1000年頃のMWP（それは地球規模でなかったかもしれない）」と述べられている。

## 1992年補足報告書
1992年の報告書の付録Cは、Wang and Wang (1991)から機器観測が始まる前の気温を示す2つの図だけを用いた。それらは1350〜1950年の東中国および北中国における文書の証拠に基づく気温を示す。変動は0.5〜0.75℃程度で、変わりやすく、20世紀以前が現在より寒冷であったことを示す。図は1350年に止まり、MWPを示さない。MWPを参照する唯一のテキストでは太字でこの地域についてのものであることを示している。

## 1995年報告書（SAR：IPCC第2次評価報告書）
1995年までに、その対象の研究は進展し、夏季だけ（年輪はしばしば夏の気温によって最も影響されるため）だが半球気温の再構築が得られるようになった。1995年のIPCC報告書は、Bradley and Jones (1993)による、1400年から1979年までの北半球の夏の気温再構築(図3.20)を用いた。これもMWP（1400年にまで遡るのみ）は示されず、そのほか20世紀以前に0.5℃程度のより寒冷な気温が示される。図3.21は、1200年から現在に至る8つの氷床コアの記録を示し、混合パターンを表示している。MWPとLIAはテキストに、「特別な注を受けている2つの期間...これらはそれぞれ全球的に温暖および寒冷な時代として時に解釈された。最近の研究はMWPとして一般に知られている期間を再評価した...利用可能な証拠は（地理的に）限定されており、はっきりしていない」と紹介されている。

## 2001年報告書（TAR：IPCC第3次評価報告書）
2001年の報告書は、Mann et al. (1999)、Jones et al. (1998)、Briffa (2000)によって表される西暦1000年から北半球の温暖期および通年の再構築を用いた。
IPCC TARはMWPについて次のように述べている。「仮定された中世温暖期は明瞭さに欠け、振幅もより控えめで、一般的に慣例上定義されていたヨーロッパの時代区分から推定されたものに比べ、半球規模のタイミングもいくらか異なって見える。Jones et al. (1998)、Mann et al. (1999)、Crowley and Lowery (2000)による北半球平均気温の推定は、11世紀から14世紀の気温が15世紀から19世紀の気温に比べて約0.2℃高く、しかし20世紀中頃よりもむしろ低いことを示している。」
TARは「”小氷期”と”中世温暖期”は存在したのか？」を議論しており、「このように現在の証拠はこの期間にわたって例外的に寒冷または温暖であった時代の全球規模の同期性を支持していないので、「小氷期」および「中世温暖期」という従来の用語は過去数世紀における半球または全球の平均気温変化の傾向を記述する際の実用性を制限しそうに見える」という。

## 2007年報告書（AR4：IPCC第4次評価報告書）
IPCCは2007年に発行したIPCC第4次評価報告書(AR4)では、Esper et al. (2002)、Bradley et al. (2003a)、Jones and Mann (2004)、D’Arrigo et al. (2006)を含む、より最近の気温再構築が用いられている。
AR4においてIPCCは、”中世の温暖期”と呼ばれる時期について次のように総括している：
- 20世紀より前に最も暖かい期間は、950年と1100年の間に起こった可能性が非常に高い。ただしこの気温は1961～1990年の平均に対しておそらく0.1～0.2℃寒冷であり、また1980年以降に実測された気温よりも顕著に低い[19]。
- 中世の温暖期が全地球的なものであったかどうかについては、データは十分というにはほど遠い[19]。
- 現在の証拠からは、中世の間（950-1100年）の北半球平均気温はこの2000年の間では温暖であったことが示唆される。また証拠は限定的だが(Osborn and Briffa, 2006[20])と関連する17世紀の広範囲にわたって平均して寒冷な状況より温暖であったことも示唆される[19]。
- しかし地球全体が20世紀全体のように温暖であったと言うには、中世のいずれの時期についても、証拠が不十分である(Jones et al., 2001; Bradley et al., 2003a,b; Osborn and Briff a, 2006[20])[19]。

## 最新の報告
最新の報告においては、様々な調査報告を横断的に調べた結果、当時現在よりも温暖であった地域は限定的であり、地球全体での平均では当時は現在よりも寒冷であったと見られている。